# Глебово (Судогодский район)
Глебово — деревня в Судогодском районе Владимирской области России, входит в состав Лавровского сельского поселения.

## География
Деревня расположена в 18 км на север от центра поселения деревни Лаврово и в 22 км на север от райцентра города Судогда близ южного обхода Владимира на трассе М-7 «Волга».

## История
В XIX — первой четверти XX века деревня входила в состав Даниловской волости Судогодского уезда, с 1926 года — в составе Судогодской волости Владимирского уезда. В 1859 году в деревне числилось 9 дворов, в 1905 году — 30 дворов, в 1926 году — 39 хозяйств.
С 1929 года деревня являлась центром Глебовского сельсовета Судогодского района, с 1940 года — в составе Исаковского сельсовета, с 1954 года — в составе Чамеревского сельсовета, с 2005 года — в составе Лавровского сельского поселения.

## Население
| 1859 | 1905 | 1926 |
| ---- | ---- | ---- |
| 54   | 153  | 126  |

| 1859 | 1905 | 1926 | 2002 | 2010 | 2021 |
| ---- | ---- | ---- | ---- | ---- | ---- |
| 54   | ↗153 | ↘126 | ↘0   | →0   | →0   |